# All-Ireland Senior Hurling Championship 1899
L'All-Ireland Senior Football Championship 1899 fu l'edizione numero 13 del principale torneo di hurling irlandese. Tipperary batté Wexford in finale, ottenendo il quinto titolo della sua storia.

## Formato
Parteciparono 7 squadre, tre per il Leinster e quattro per il Munster. Il torneo prevedeva i titoli provinciali del Leinster e del Munster come prima fase. I rispettivi vincitori si sarebbero incontrati nella finale All-Ireland.

## Torneo
Leinster Senior Hurling Championship
| Dublino Semifinale | Wexford | 4-7 – 0-1 | Offaly | Jones's Road |

| Finale | Wexford | 2-12 – 1-4 | Dublin |  |

Munster Senior Hurling Championship
| Semifinale | Tipperary | – | Limerick | Tipperary |

| Semifinale | Cork | 3-4 – 2-9 | Clare | Tipperary |

| Limerick Finale | Tipperary | 5-16 – 0-8 | Clare | Markets Field |

All-Ireland Senior Hurling Championship
| Dublino 24 marzo 1901 Finale | Tipperary           | 7-13 – 3-10 | Wexford | Jones's Road (c.3,500 spett.)\| Arbitro: \| A. McKeogh (Dublin) \| |
| Arbitro:                     | A. McKeogh (Dublin) |             |         |                                                                    |

- La finale All-Ireland, vista la netta superiorità di Tipperary sia a livello di gioco che di punteggio, fu interrotta prima della fine del tempo regolamentare.
- La vittoria di Tipperary consentì alla franchigia stessa di superare Cork al primo posto dell'albo d'oro.